# Сулейманов Мурат Шаїбович
Сулейманов Мурат Шаїбович (крим. Murat Şayib oğlu Suleymanov, нар. 10 жовтня 1990) — український мусульманський релігійний діяч. Муфтій Духовного управління мусульман України «Умма» з 2022 року. Один з мусульманських духовних лідерів України.

## Біографія
Народився 10 жовтня 1990 р. в Криму. За національністю — киримли (кримський татарин). З дитинства вивчав іслам. В 2008 році закінчив школу коран-хафізів, вивчивши весь Коран напам'ять. В 2013 році закінчив Єменський університет зі спеціальності шаріатської науки. В тому ж році шейх Мурат отримав сертифікат з ханафітської юриспруденції від шейха Мухаммада Ахмада Амоха, муфтія міста Ходейда (Ємен).
З 2015 року — імам мусульман Львова. Заступник муфтія Духовного управління мусульман України «Умма» з 2016 року, представник управління в Західній Україні. Член Української ради з фетв та досліджень з 2019 року. Виконував обов'язки муфтія Духовного управління мусульман України «Умма» з червня 2022 року, коли діючий муфтій Саїд Ісмагілов вирішив піти на фронт.. 8 листопада 2022 року офіційно обраний муфтієм Духовного управління мусульман України «Умма».
Вільно володіє такими мовами: російською, українською, кримськотатарською та арабською. Одружений, виховує двох доньок. Є хафізом Священного Корану, також є членом дослідницького відділу Європейської ради з питань фетв та досліджень. Вважає своєю головною місією донести Коран до кожного

## Освіта
- У квітні 2004 р. вступив до школи вивчення Священного Корану в Сімферополі.
- У серпні 2008 р. закінчив школу з вивчення Священного Корану, вивчивши Коран напам'ять і став знавцем Священного Корану.
- У листопаді 2008 р. вступив на денне відділення Єменського університету «Знань та технологій» у м. Сана.
- У червні 2013 р. закінчив Єменський університет зі спеціальності шаріатської науки.
- У 2013 рой і отримав сертифікат з ханафітської юриспруденції від вченого шейха Мухаммада Ахмада Амоха, муфтія міста Ходейда, Ємен

## Професійна та наукова діяльність
- Готує для захисту дисертацію за темою: «Істіхсан у імама Абу Ханіфи та його вплив на юриспруденцію ісламської відвідуваності на заході» в Науковій академії Аш-Шаріфа в Стамбулі.
- Є членом дослідницького відділу Європейської ради з питань фетв та досліджень.
- Брав участь у кількох міжнародних конкурсах читців Священного Корану.
- З квітня 2015 р. є імамом Ісламського культурного центру ім. Мухаммада Асада, м. Львів.
- Член Української ради з фетв та досліджень з 2019 року.
- Заступник муфтія Духовного управління мусульман України «Умма» з 2016 року, представник управління в Західній Україні.
- З 2019 року голова Всеукраїнської асоціації з вивчення Священного Корану.
- Виконує обов'язки муфтія Духовного управління мусульман України «Умма» з червня 2022 року.